# Сумцов, Дмитрий Лаврентьевич
Дмитрий Лаврентьевич Сумцов (1908—1989) — советский хозяйственный, государственный и политический деятель.

## Биография
Родился в 1908 году в селе Кайсы Тарского уезда Тобольской губернии. Член ВКП(б) с 1941 года.
С 1926 года — на хозяйственной, общественной и политической работе. В 1926—1980 гг. — в органах правосудия, директор Мариинского сельскохозяйственного техникума, директор Гагаринской машинно-тракторной станции, 1-й секретарь Щербакульского районного комитета ВКП(б), секретарь Омского областного комитета ВКП(б), заведующий Сектором Отдела партийных, профсоюзных и комсомольских органов ЦК ВКП(б), 1-й секретарь Костромского областного комитета КПСС, заместитель председателя Исполнительного комитета Молотовского областного Совета, начальник Омского областного управления сельского хозяйства, заместитель председателя Исполнительного комитета Омского областного Совета, председатель Омской областной плановой комиссии, ректор, преподаватель Омского сельскохозяйственного института имени С. М. Кирова.
Избирался депутатом Верховного Совета СССР 4-го созыва.
Скончался в 1989 году в Омске. Похоронен на Северо-Восточном кладбище.